# Język watubela
Język watubela, także: matabello, kesui (kasui) – język austronezyjski używany w prowincji Moluki w Indonezji, na wyspach Watubela. Według danych z 1990 roku posługuje się nim 4 tys. osób.
Jest blisko spokrewniony z językiem geser-gorom.
Pewne dane leksykalne z języka watubela opublikował A.R. Wallace w 1869 r.